# Habr východní

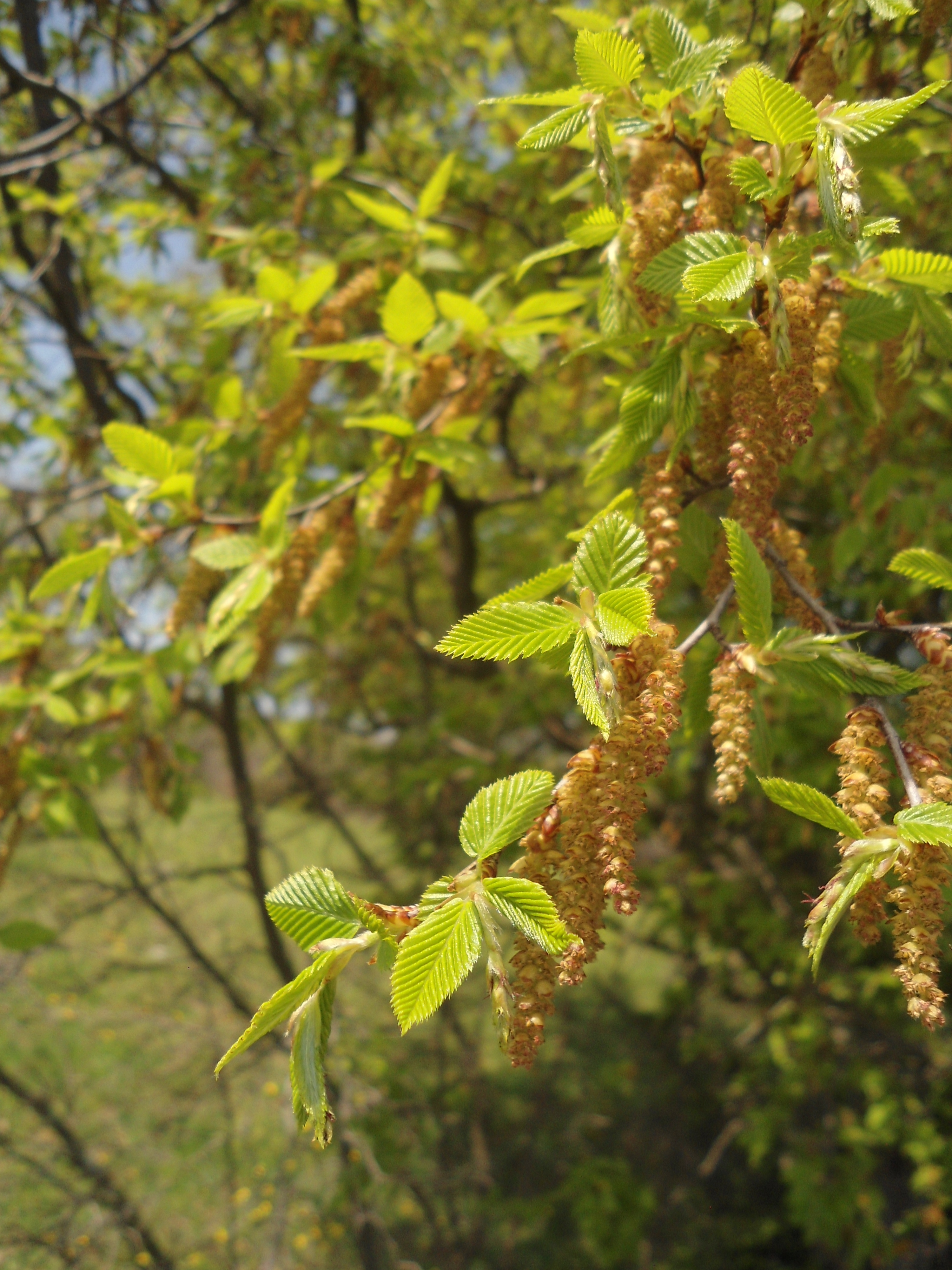
Samčí květenství

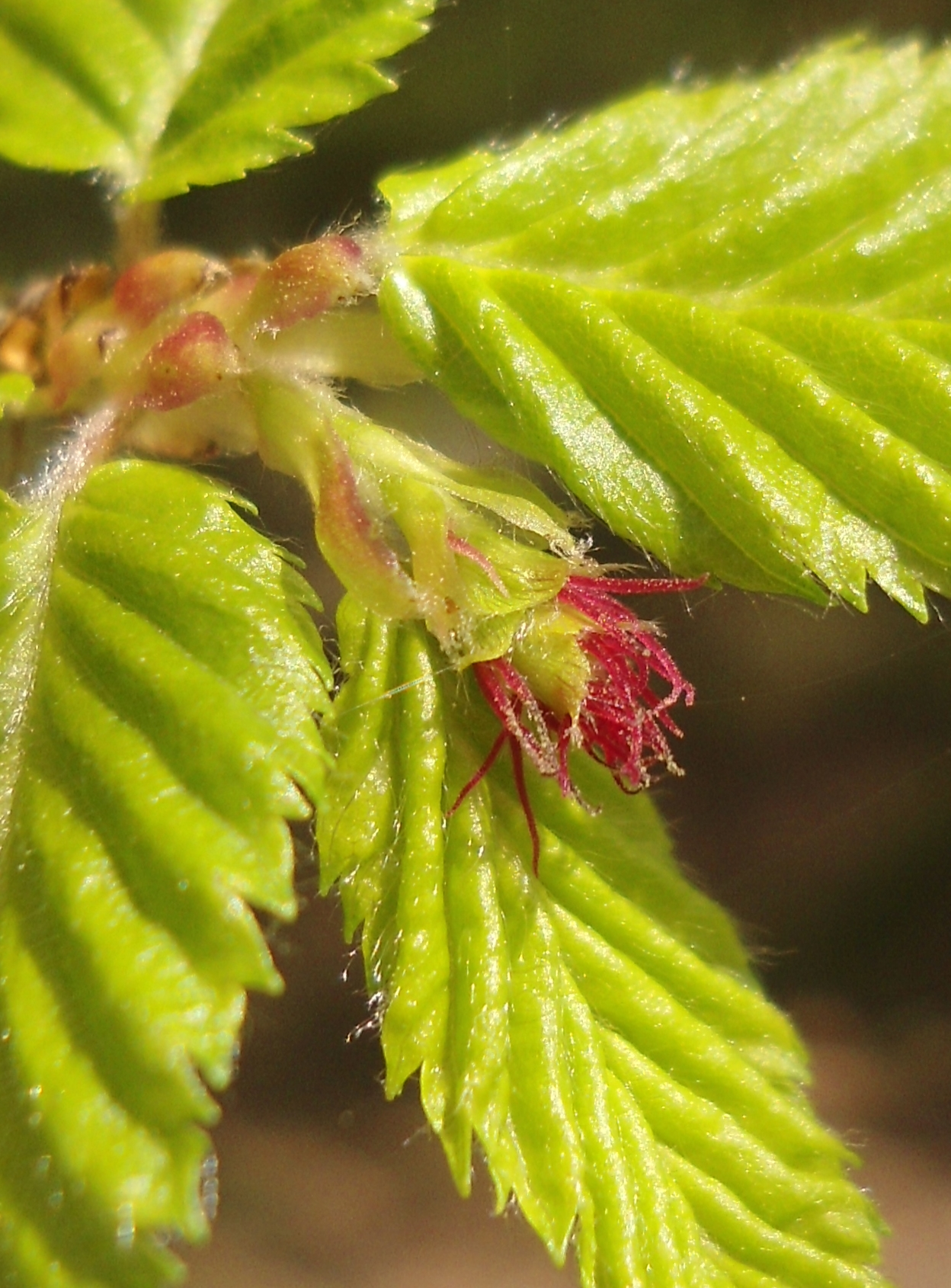
Samičí květenství

Habr východní (Carpinus orientalis) je jednodomý opadavý strom vysoký obvykle do 5 m, či velký hustý keř. Je velice skromný v nárocích na půdu a odolný proti suchu i znečištěnému klimatu, je spíše teplomilný a xerofilní. Do Česka byl tento druh přivezen roku 1880 a od té doby je zde občas pěstován jako solitérní okrasná dřevina nebo tvoří součást živých plotů.

## Rozšíření
Dřevina pochází z jihovýchodu Evropy, z Pontsko-kaspické stepi a jihozápadní Asie. Je domácím druhem v Itálii, Maďarsku, Albánii, bývalé Jugoslávii, Bulharsku, Rumunsku, Řecku, v evropském i asijském Turecku, na Ukrajině v oblasti Krymu, v Předkavkazsku, Zakavkazsku i v Íránu. V pohořích Balkánu a na jihu Evropy roste ojediněle do nadmořské výšky 1300 m n. m., na Kavkaze vystupuje až do výšky 2500 m. Ve východní části svého přirozeného výskytu bývá složkou smíšeného listnatého lesa, odkud přechází do pásma suchých křovin. Ve vzrostlém lese často roste jako podrost ve formě do široka rozložených keřů.
V České republice nebývá pěstován často, pouze řídce, k vidění je mj. v Dendrologické zahradě v Průhonicích nebo v Arboretu Žampach.

## Ekologie
Vyskytuje se jako hustý keř nebo strom, někdy více kmenný, často na osluněných stráních s keřovitým porostem, při okrajích lesů, na kamenitých, suchých a hlavně vápnitých půdách. Při okrajích listnatých lesů, hlavně na slunné východní či jižní straně, vytvářejí bohatě větvené a hustě olistěné keře téměř neprůchodné houštiny. Je poměrně odolný vůči zastínění, není však pro středoevropské poměry dostatečně mrazuvzdorný. Přirůstá velmi pomalu a pouze zřídka se dožívá věku sta let a více.
Samovolně zarůstá otevřené oblasti s uvolněnou půdou, například vytváří jednodruhové porosty na mýtinách po vykácených primárních lesích. Kvete v dubnu a květnu, plodí v červnu až červenci. Základní chromozomové číslo x = 8.

## Popis
Opadavá jednodomá dřevina, strom vysoký okolo 5 m nebo hustý a do široka rozložený keř, jehož mladé větve jsou pokryté jemným hedvábným chmýřím. Strom vysoký průměrně 5 m mívá kmen přibližně tlustý 20 cm a šedou, v mládí hladkou a později popraskanou kůrou. Listové pupeny jsou červenohnědé, špičaté a kuželovité, 3 až 4 mm dlouhé a pokryté šupinami. Jednoduché celistvé listy s krátkými řapíky a kopinatými palisty,vyrůstající na větvích střídavě, raší současně s dospíváním květů. Listové čepele jsou lysé, vejčitě eliptické, 2 až 5 cm dlouhé a 1,5 až 3 cm široké, na bázi zaokrouhlené a na vrcholu špičaté, po obvodě nepravidelně jednoduše či dvojitě pilovité a mají deset až čtrnáct párů výrazných paralelních žilek. V létě jsou listy na svrchní straně lesklé, tmavě zelené a na spodní straně světlejší, před podzimním opadem dostávají barvu citronově žlutou.
Samčí květy bez okvětí i listenců vyrůstají osamoceně v úžlabí okrouhle vejčitých, po obvodě brvitých listenů v nicích, hustých, válcovitých, jehnědovitých květenstvích dlouhých do 2 cm. Samčí květ má několik 1,5 cm velkých tyčinek s prašníky se dvěma prašnými váčky, které obsahující po jediném pouzdru s pylem mající zploštěle kulovitá zrna. Samičí květy se objevují až na jaře v hustém, světle zeleném, oválném, zprvu vzpřímeném, jehnědovitém květenství dlouhém 3 až 5 cm a tlustém 2 až 3 cm, vyrůstají ve dvojicích v úžlabí kopinatého, zašpičatělého listenu dlouhého asi 1,8 a širokého 1 cm. Samičí květ má tři srostlé listence a zakrnělé šupinkové okvětí, jeho gyneceum vzniklé ze dvou plodolistů vytváří spodní dvoupouzdrý semeník s jedním vajíčkem v pouzdře a vycházejí z něho dvě pýřité, nitkové, fialovočervené blizny. Ve fázi plodu se samičí jehnědy prodlužují a svěšují.
Po opylení blizen větrem se v paždí kopinatých, nehladkých listenů samičího květu vyvine plod, což je hnědý, vejčitý, zploštělý, až 4 mm velký oříšek. Je žebrovaný a má nepravidelné, po obvodě pilovité křídlo 2 cm dlouhé a 1,5 cm široké, které vzniká srůstem tří listenců.

## Rozmnožování
Dřevinu lze množit semeny (oříšky), která se vysévají ihned po uzrání nebo se stratifikují a vysejí až po naklíčení. Pro zachování ozdobných vlastností vyšlechtěných kultivarů se roubují na podnože semenáče habru obecného (Carpinus betulus). Druh je sice nenáročný na půdu, ale mladý jedinec je vděčný za zeminu výživnou a propustnou.

## Možnost záměny
Habr východní roste v celém svém areálu pospolu s blízce příbuzným habrem obecným, od kterého se na prvý pohled odlišuje drobnějšími listy a za plodu kopinatými, nikoliv trojlaločnatými listeny.

## Význam
Poměrně vzácně bývá habr východní pěstován jako dekorativní solitérní dřevina, buď jako přirozeně rozmnožený nebo ve vyšlechtěných kultivarech, např. 'Calcarea' s mírně kožovitými listy nebo 'Grandiflora' s listy až 6 cm dlouhými a se zakrnělými plody. Druh je velmi odolný, silně se větví a snáší hluboké střihání po kterém rychle obrůstá. Někdy se používá na oddělující živý plot, který je brzy neprostupný. Vysazuje se také pro opětovné zalesnění holých ploch s kamenitou půdou, většinou na svažnatých místech s bazickým podložím. Keře díky své hustotě přežívají nevelké lesní požáry.
Jeho dřevo je těžké, tvrdé, pevné a má velkou hustotu, většinou však bývá pouze menších rozměrů a proto se z něj zhotovují jen drobné výrobky. Je velmi výhřevné a vyrábí se z něho dřevěné uhlí nejvyšší jakosti.
Většinou netrpí houbovými nemocemi, je ale žírnou rostlinou pro listožravé housenky bekyně velkohlavé a bourovčíka toulavého. V období sucha, při nedostatku trávy pro pastvu, se jeho listy a mladé větvičky používají jako náhradní krmivo pro dobytek (osly, kozy, ovce), který je žere obdobně jako mnohá lesní zvěř (jelenovití). Drobné plody jsou oblíbeným pokrmem savců i ptáků, samotné keře jim zase poskytují možnosti k úkrytů i zahnízdění.

## Galerie

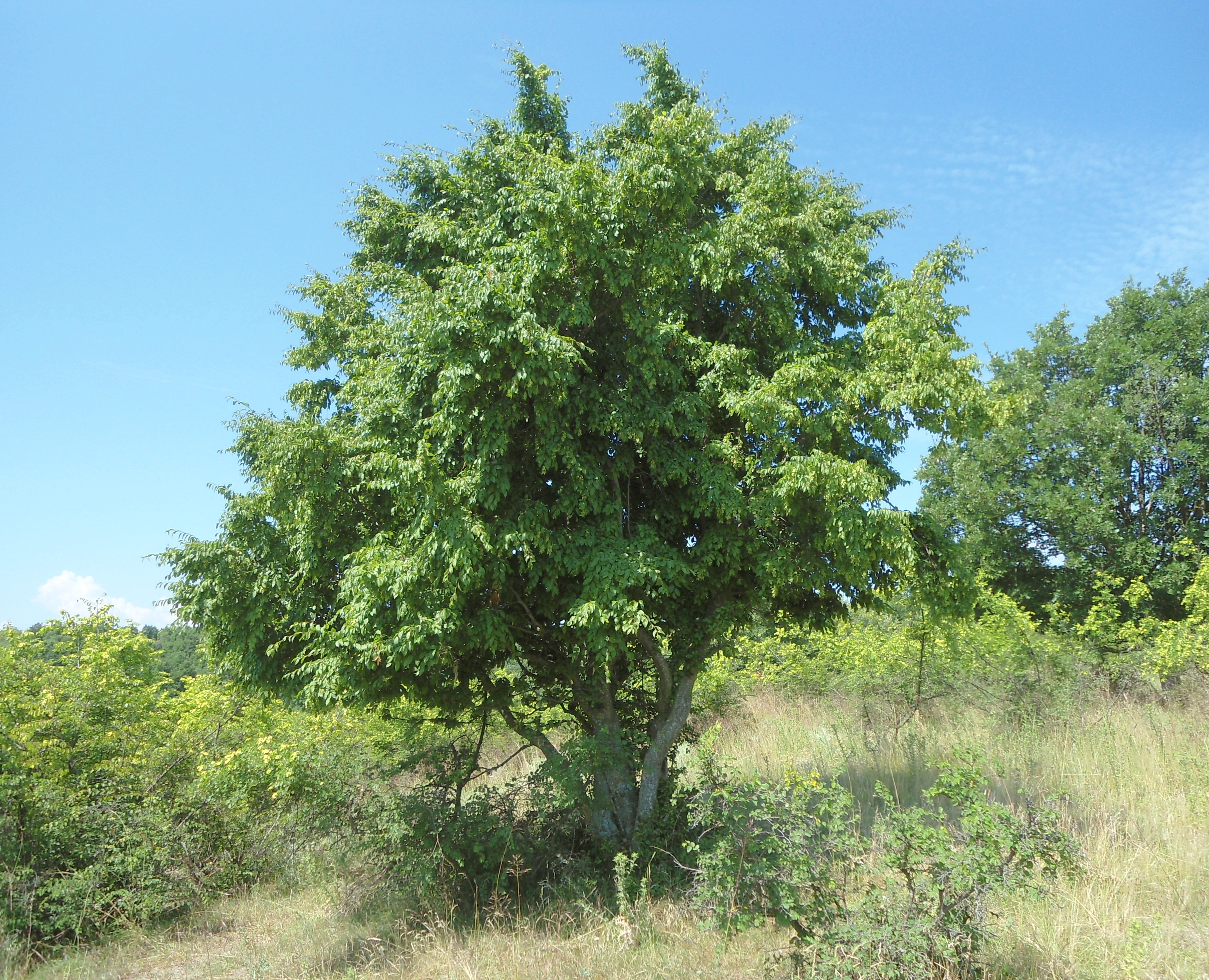
Vícekmenný jedinec
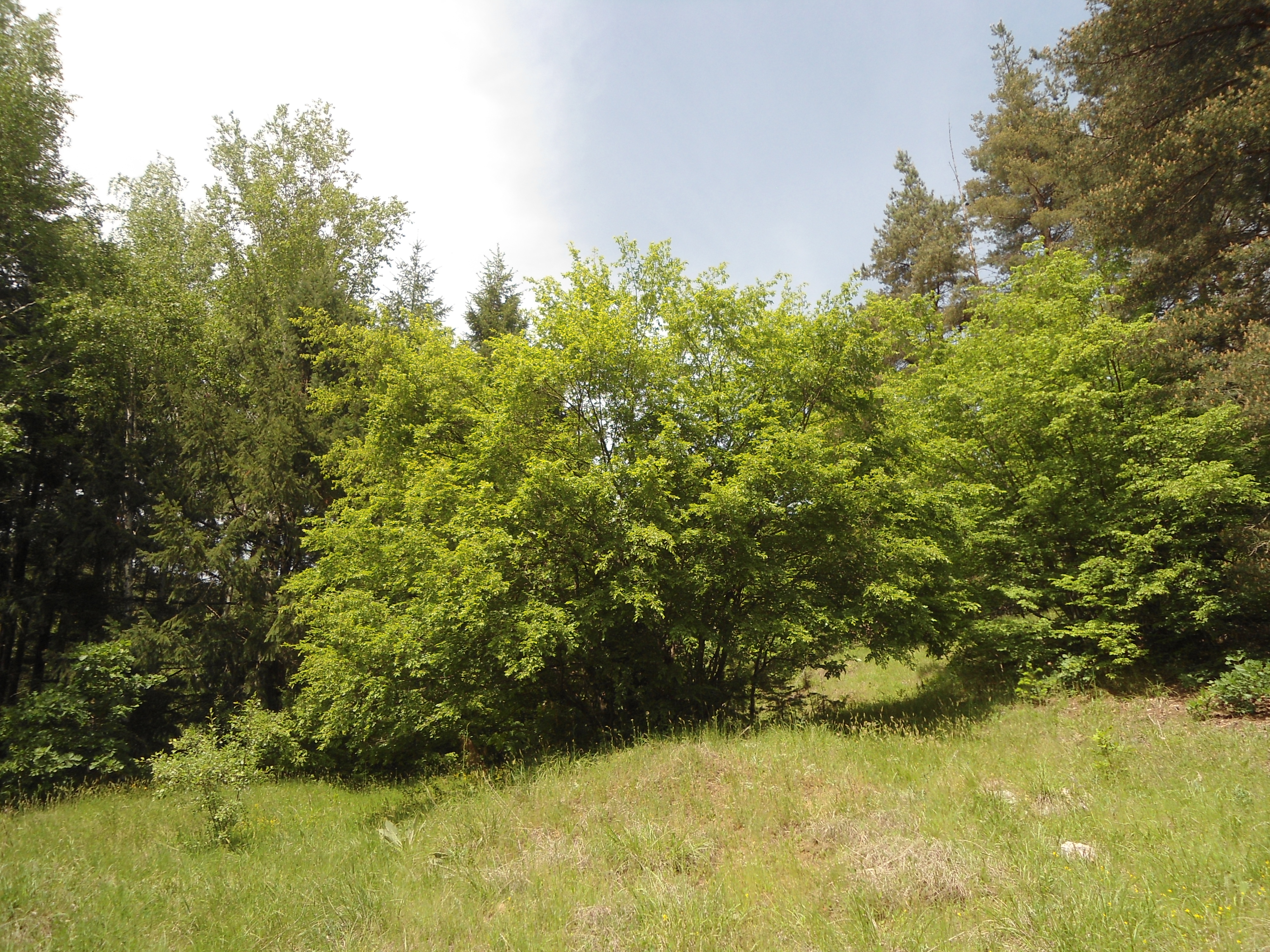
Rozrostlý keř
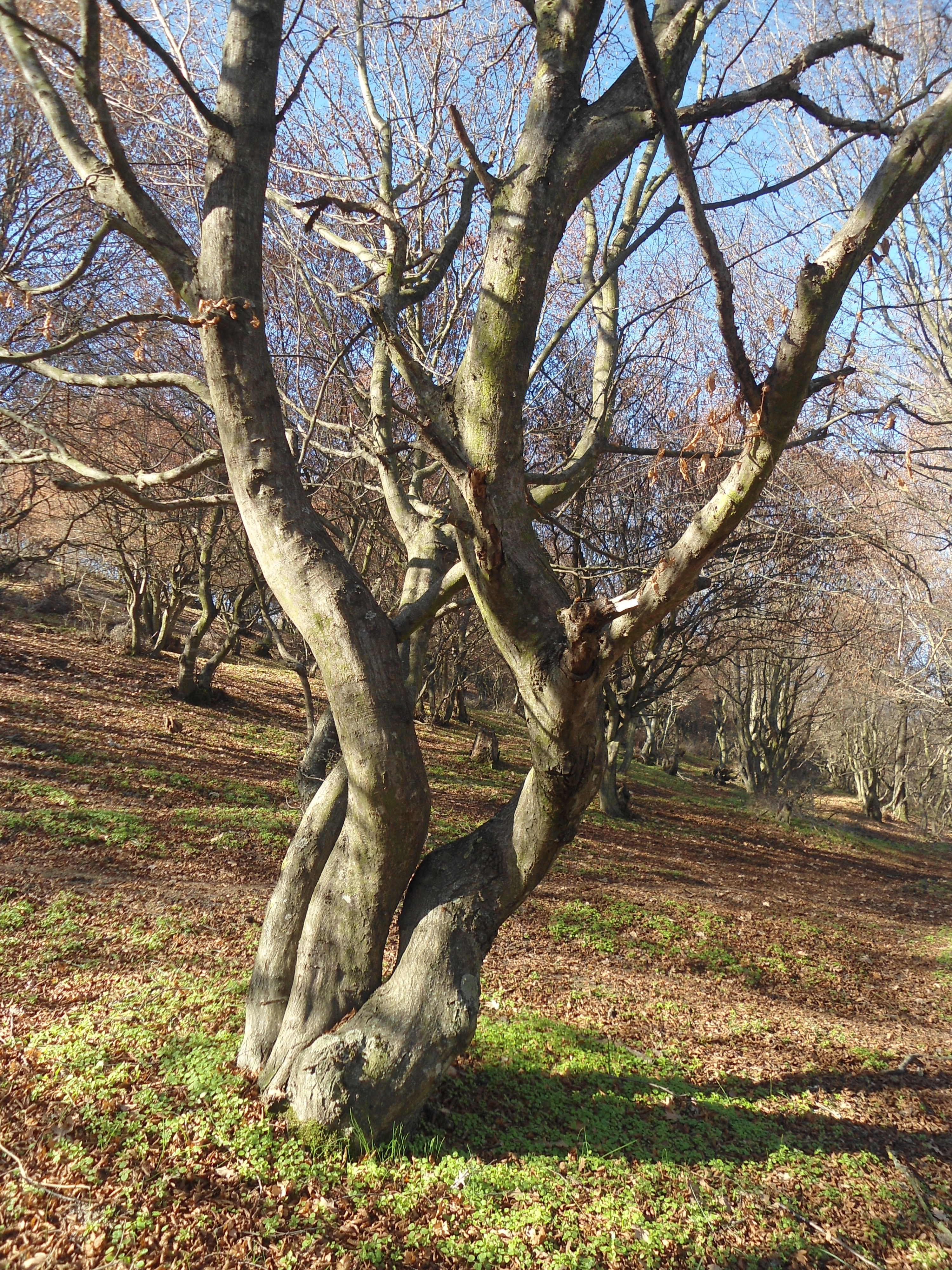
Habr v zimě
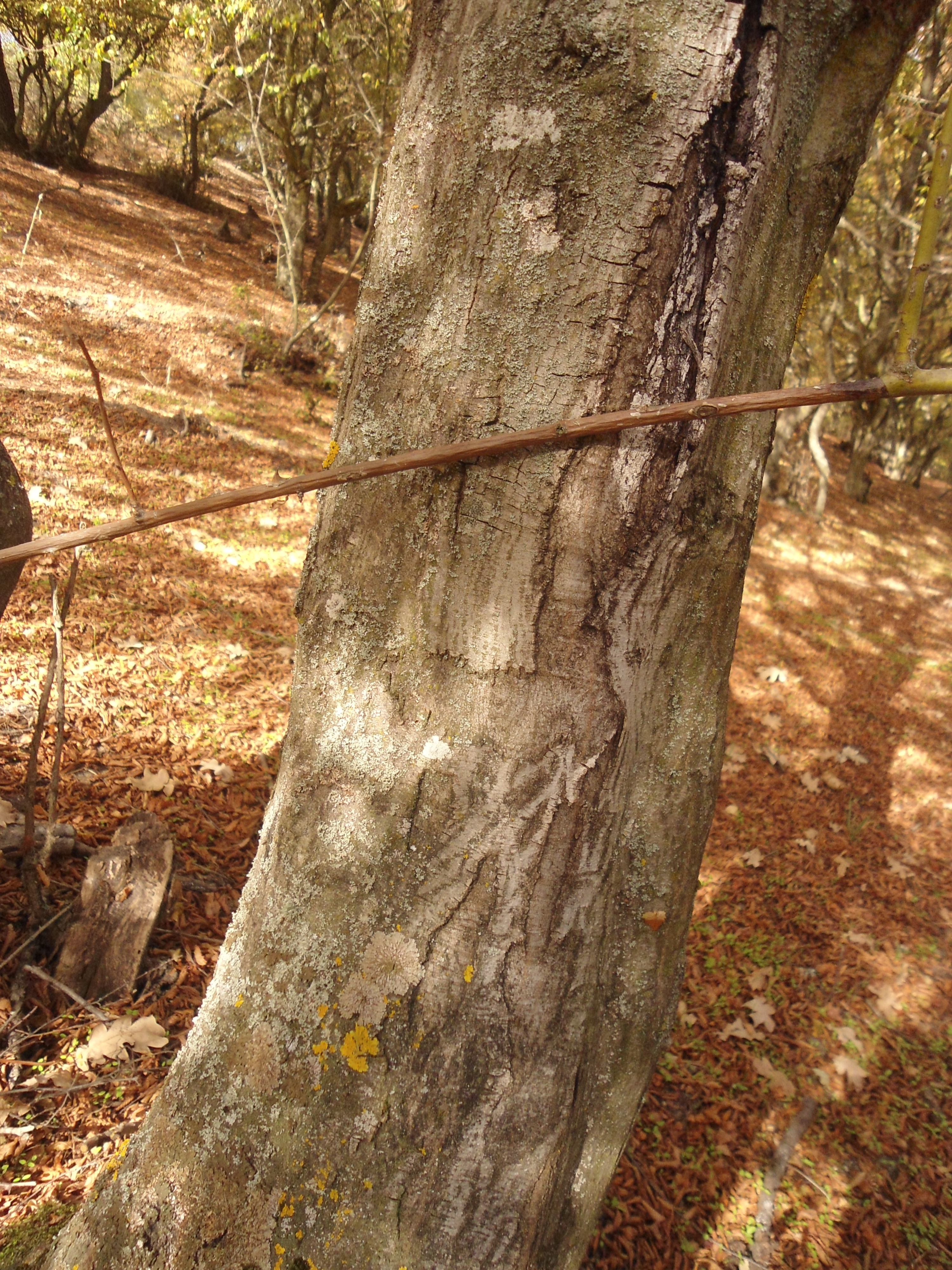
Kmen staršího stromu